# Give It Away
«Give It Away» (укр. «Ділися цим») — пісня американського рок-гурту Red Hot Chili Peppers, перший сингл із альбому Blood Sugar Sex Magik. Музика була написана гітаристом Джоном Фрушанте та басистом Флі під час джем-сесії за місяць до початку запису альбому. Ентоні Кідіс написав настільки відомий приспів, надихаючись ідеями альтруїзму і цінності безкорисливості— життєвою ідеологією, здобутою в період стосунків з його колишньою дівчиною Ніною Гаґен.
Спочатку деякі радіостанції відмовилися транслювати пісню, змотивувавши це тим, що їй «бракує мелодії», але, незважаючи на це, «Give It Away» продовжувала здобувати міжнародну популярність. Пісня досягла вершини чарту Modern Rock Tracks наприкінці 1991 року, ставши для групи синглом № 1. У 1992 році вона дісталася 75-го рядка в чарті Billboard Hot 100, на хвилі успіху був випущений другий сингл альбому— «Under the Bridge». Крім того, «Give It Away» потрапила в Top-10 хіт-параду Великої Британії, піднявшись до дев'ятої позиції.
Музичне відео було зняте французьким кліпмейкером Стефаном Седнауі, воно було дуже бажане на музичних телеканалах, що додало популярності гурту. «Give It Away» була відзначена кількома музичними нагородами, у тому числі премією «Греммі» у категорії «Найкраще виконання у стилі хард-рок». Оглядач порталу Allmusic Стів Х'юі писав: «хоча синглу не вдалося досягти такого масового успіху, якого досягла „Under the Bridge“ […] „Give It Away“ стала однією з найвідоміших пісень групи».
«Give It Away» виконувалася на концертах гурту понад 900 разів— більше, ніж будь-яка інша композиція Red Hot Chili Peppers.

## Передісторія
Гітарист Джон Фрушанте та басист Флі написали більшу частину «Give It Away» під час джем-сесії на початку 1990-х. Після турне на підтримку Mother's Milk (1989) вони взяли участь у сайд-проекті під назвою H.A.T.E. з членами групи Fishbone. У період участі у цьому проекті гітарист і басист склали основний риф і басову лінію для «Give It Away». Незабаром після цього мелодія була зіграна на кількох виступах H.A.T.E. Але й пізніше, коли сайд-проект був розформований, Фрушанте та Флі продовжували вірити у велике майбутнє треку і вважали за доцільне притримати його для нового альбому Chili Peppers. Вокаліст Ентоні Кідіс підтримав цю ідею і під час прослуховування пісні почав співати: «поділися цим, поділися цим прямо зараз». Ця фраза була однією із заготовок, призначених для пісень нового альбому, але тільки почувши басову лінію, вокаліст остаточно зрозумів, що ці слова вдало на неї лягають. Кідіс згадував: «Я був настільки вражений мелодією Флі, який грав на всьому грифі своєї бас-гітари, що відразу підскочив до мікрофона зі своїм блокнотом. У мене завжди крутяться в голові ідеї для пісень або навіть готові фрази».
Пісня була записана в період з квітня по червень 1991 на студії The Mansion у Лос-Анджелесі. Під час запису «Give It Away» група використовувала творчий метод, який потім використовувався під час створення всіх наступних альбомів— спільне джемування. Однак під час створення бриджу виникли труднощі: Флі і Фрушанте не змогли дійти компромісу з приводу інструментальних прогресій. Оскільки приспів та куплети вже були написані, треба було шукати вихід із цієї ситуації. Щоб вирішити суперечки, музиканти придумали спосіб, який назвали «face-offs» (з англ. поєдинки): басист і гітарист сходилися на репетиційній сцені, потім ішли в різні кімнати, щоб створити мелодію порізно. Через декілька хвилин гурт знову збирався разом, і музиканти обирали найбільш органічний варіант, який влаштовує всіх.

## Тематика пісні
Ліричний зміст пісні «Give It Away» зосереджений навколо філософії самовідданості та альтруїстичного підходу до буття. Пісня отримала назву на честь фрази, що найчастіше повторюється в ній— «Give It Away» (укр. Поділися цим), яка була запозичена з особистого досвіду Кідіса в період стосунків з його колишньою дівчиною— панк-рок співачкою Ніною Гаґен— на початку 1980-х. Гаґен була на кілька років старша за Кідіса і стала для нього взірцем для наслідування: «Вона зрозуміла, яким молодим і недосвідченим я тоді був. Вона завжди ділилася зі мною своїм досвідом— давала мені цінні поради, при цьому вона не читала мораль— все було по ділу». Одного разу Кідіс розглядав її гардероб і натрапив на шкіряний піджак, який йому дуже сподобався— він оцінив його, сказавши Гаґен, що це дуже класна річ. Гаґен відповіла, що він може взяти його собі. Філософія цієї безкорисливості була пов'язана з регулярними спробами Гаґен зробити своє життя приємнішим, і дівчина пояснила Кідісу: «якщо у тебе є шафа, повна одягу, і ти її не оновлюєш та зберігаєш усі речі, то твоє життя буде дуже дріб'язковим. Але якщо в тебе є гардероб і хтось бачить у ньому річ, яка йому подобається, і ти даруєш йому цю річ— світ стає кращим».
Ця ідея зачепила Кідіса до глибини душі, тому що раніше він ніколи не стикався з таким прогресивним ставленням до життя. Як у типового мешканця Лос-Анджелеса, у нього був зовсім інший менталітет: замість того, щоб віддавати будь-кому матеріальні блага та сприймати життя відповідно до філософії «ти віддав і тобі віддасться», вокаліст вважав, що треба взяти від життя все, що можливо, оскільки ніхто не дасть тобі нічого задарма. А тепер він розділяв філософію Гаґен: "Це було одкровенням— хтось захотів віддати мені свою улюблену річ. Це почуття залишилося зі мною назавжди. Щоразу, коли я думав: «Залишу собі», тут же згадував, як заповідь: «Ні, навпаки— поділись». Коли я почав відвідувати збори анонімних алкоголіків та наркоманів, одним із принципів, які я вивчив, було те, що ти здатний зберігати свою власну «чистоту», поділившись нею зі своїм «колегою по нещастю». Щоразу, коли ти віддаєш енергію, її замінює нова, свіжа. Мелодія, складена Флі, нагадала Кідісу про цей епізод, і вокаліст вирішив, що музика відмінно поєднується з лірикою. Під час створення тексту, Кідіс сфокусувався не тільки на ідеї безкорисливості— він співав про безліч речей, у тому числі про свого друга, Рівера Фенікса, і музиканта Боба Марлі, про різні сексуальні теми, включаючи фертильність і хтивість.

## Музика
«Give It Away» була написана в музичному розмірі 4/4. Трек починається з чітко «сухого» гітарного звуку, який ставить стиль всієї подальшої композиції. Продюсер Рік Рубін вплинув на звучання Blood Sugar Sex Magik, відмовившись від реверберації та гітарного овердабінгу, характерних для попереднього альбому гурту— Mother's Milk. Завдяки цьому на записі були прості і сухі гітарні і басові акорди, які були пропущені через гітарні ефекти, бо цю частину записували на апаратурі виробництва 60-х і 70-х років. На «Give It Away», поряд з рештою альбому, Рубін прагнув досягти атмосфери, яка була схожа на записи з 60-х, зроблені без розрахунку на прибуток або бажання догодити публіці, і обмежити «помпезність» звучання: «У тому, що ви чуєте, майже немає „фокусів“. Багато музикантів намагаються досягнути ефект якомога кращого звуку, з рядами гітарних підсилювачів та величезними барабанами. Але я вважаю, що ці речі не мають великого значення». Пісня дотримується традиційної структури куплет-приспів-куплет; коли Кідіс починає співати, Фрушанте «вривається» із соковитим фанк-рифом, який повторюється протягом усього куплету, у цей час Флі грає складну бас-партію, під час якої він використовує практично весь гриф.
Під час приспіву Кідіс знову і знову повторює «Ділися цим, поділися цим прямо зараз» на тлі швидкого гітарного рифу. За словами Стіва Х'юі з Allmusic, «несподіваним контрастом із звичайною гіперактивністю Кідіса звучало повільне соло, записане заздалегідь і програне задом наперед поверх ритмічної доріжки». Гітарне соло було записано з першого дубля, тому що Фрушанте прагнув досягти якнайшвидшого результату та звучання а-ля «гаражний саунд»; за словами Флі: «Ми робили дуже мало коригування матеріалу. Філософія Джона полягала в тому, що він гратиме соло лише двічі. Він грав його один раз, і якщо нам не подобалося, він грав його знову, але зовсім по-іншому. І на цьому все». У пісні також використовувалися інші інструменти, такі як варган, де зіграв друг групи— Піт Вайс.
Структура пісні така: у ній звучать кілька куплетів з приспівом, а потім бридж, який починається зі вступу, що складається з «хард-рокового рифу». За словами Х'юі, він дуже схожий на основний риф із пісні «Sweet Leaf» групи Black Sabbath. Кідіс повторює «Give it away now» кілька разів, до настання «музичного катарсису», після чого інструменти поступово стихають.

## Випуск та відгуки
На початку вересня 1991 року «Give It Away» була випущена як перший сингл, незадовго до того, як у продаж надійшов сам альбом Blood Sugar Sex Magik. Боси Warner Bros хотіли організувати прем'єру пісні на популярній рок-радіостанції в Техасі, але редакція програми відхилила цю пропозицію, заявивши: «Повертайтеся, коли у вашої пісні з'явиться мелодія». Після цього гурт вирушив у короткий тур Європою з метою просування нового альбому; саме в цей період на радіостанції KROQ-FM Лос-Анджелес «Give It Away» стали часто ставити в ефір. За словами Кідіса: «Це було початком вливання цієї пісні у масову свідомість».
Відгуки критиків про пісню, як і про альбом, були дуже хорошими. Джефф Вайс з Deseret News писав про «Give It Away»: «динамічний сингл, який віддає належне Бобу Марлі, може створити нову музичну моду зі своїм блискучим раста-фанком». Патрік Макдональд із Seattle Times зазначив, що «Blood Sugar Sex Magik містить одну з найкращих пісень, складених „Перцями“— 'Give It Away'. Гук цього треку просто чарівний, а головний посил про „матеріальні надмірності“ подається просто і чесно». На думку Стіва Х'юі з Allmusic, пісня набула такої популярності багато в чому через лірику Кідіса, яка була "простою, асоціативною сумішшю позитивних емоцій, даниною музичним героям та вільному коханню. Її сенс часто було важко зрозуміти, через стакато Кідіса, але цей відмінний вокальний стиль допоміг зробити найзрозуміліші рядки ще більш яскравими і незабутнім, що значно посилює привабливість пісні ". У продовженні огляду Х'юі віддає належне цій композиції: «не варто недооцінювати гітариста Джона Фрушанте, його галаслива, колюча фанк-гітара додала пісні глибини та відчутності, добре доповнюючи „енергетичну“ ритм-секцію Флі та Чеда Сміта». Джей Кларк з Richmond Times-Dispatch так відгукнувся про пісню: «Give It Away»— це подорож у світ фанку Кідіса та Флі. Ця пісня бадьорить краще, ніж найважчий метал чи особливо хардкорний реп". Том Мун з Rolling Stone писав: «„Give It Away“ створила нову модель рок-мелодії, пронизану безкомпромісним хіп-хоповим бітом, цей прийом візьмуть на замітку чимало музикантів».
Give It Away зробила великий внесок у міжнародний успіх Chili Peppers і здобула безліч нагород. У 1993 році вона була відзначена премією «Греммі» у категорії «Найкраще виконання у стилі хард-рок». У 1994 році пісня була включена до символічного списку Зали слави рок-н-ролу «500 пісень, які сформували рок»; 2002 року журнал Kerrang! поставив «Give It Away» на 67-е місце у своєму списку «100 найбільших синглів усіх часів»; у 2004 році журнал Q включив її до свого списку «1001 пісня, яку ви повинні мати у своїй колекції!»; 2009 року телеканал VH1 присудив пісні 50-ту позицію у списку «100 найвеличніших хард-рок пісень».

## Музичне відео
Кадр із відеокліпу «Give It Away». Фрушанте грає на дзеркальному Fender Stratocaster і одягнений у штани з блискітками.
Режисером кліпу виступив французький фотограф та кліпмейкер Стефан Седнауі. Кідіс хотів, щоб відео візуально відрізнялося від «більшості виробів для MTV» та легко ідентифікувалося з групою. Йому не сподобалася більша частина матеріалу з каталогу Warner Bros., які запропонували фронтмену самому вибрати режисера: «Я почав переглядати купу бобін з відеокліпами різних режисерів, але мені нічого не запало в душу… все це було одноманітним, нудним, пихатим, надуманим лайном». Однак після того, як Кідіс наткнувся на роботу Седнауі, він зазначив, що це було «щось зовсім інше— повільне й поетичне, зняте в чорно-білій гамі, це виглядало справжнім мистецтвом, а не черговою „журавлиною“ для MTV». Кідіс і Флі зустрілися з Седнауі та обговорили майбутній кліп, для якого режисер запропонував «пустельне і дуже графічне тло», яке дозволить сфокусувати увагу на виконавцях, не відволікаючись на зовнішні подразники. Вирішили, що відео буде знято в чорно-білих тонах, Седнауі також підтримав ідею музикантів розфарбувати їх срібною акриловою фарбою, яку «Перці» вже використовували на одній зі своїх фотосесій. Стефан згадував, що він був «вражений самовіддачею групи— вони вийшли далеко-далеко за ті рамки, які я припускав, і я вважаю це одним із моїх найкращих дослідів у подібних речах». У цілому нині атмосфера відеокліпу мала стати уособленням настрою пісні, випромінювати позитив і життєрадісність.
Седнауі експериментував із різними методами зйомки, включаючи ширококутні об'єктиви, зйомку музикантів знизу, суперімпозицію, одночасне використання двох різних сцен з одним і тим же музикантом у кадрі, ефект зворотного відтворення, експерименти зі світлом та екстравагантні вбрання, щоб передати свою концепцію. Фрушанте розповів про свої емоції від цього відео: «Воно було дуже яскравим, навіть надмірно яскравим. Все відбувалося так— нас пофарбували срібною фарбою і одягли в ці срібні чоботи та інше… на мій погляд, все це було схоже на глем-рок або щось у цьому дусі»[26]. Відео починається з кадру, в якому Флі стоїть посеред пустелі в медитативної позі, на ньому одягнені штани з золотими рогами, що стирчать. Він схрещує руки над головою і починає грати музика. Потім змінюється низка кадрів: музиканти стоять із заплющеними очима; група танцює у тьмяному світлі; Фрушанте грає на дзеркальному Fender Stratocaster, розташувавши гітару у себе між ніг, його штани декоровані блискітками; і наприкінці— учасники гурту шалено танцюють. Усі музиканти мали химерні костюми та хитромудрий макіяж. Кідіс мав намір змалювати особливо екстравагантний образ: золота помада, відкриті сітчасті шорти і яскраві срібні чоботи.
Для гітарного соло було знято сцену, в якій Фрушанте розмахує великою алюмінієвою стрічкою. Спочатку Кідіс вагався з приводу цієї ідеї, сумніваючись, що гітарист погодиться на це: «Я думав він скаже щось на кшталт— „Пішов ти, візьми цю стрічку і засунь її у свою французьку дупу, приятелю“ … Аж ніяк, Джон з ентузіазмом знявся у цій сцені. Здавалося, він міг би танцювати з цією штукою кілька годин безперервно». Кадри «танцю з стрічкою» були змонтовані з ефектом зворотного відтворення. Хоча деякі зі сцен мали початкове розкадрування, здебільшого відзнятий матеріал був імпровізацією або вигадувався протягом дводенної зйомки. Під час однієї зі сцен Кідіс почав підкреслено сильно рухати язиком, виділяючи слова пісні, і Седнауі залишив цей момент, вважаючи, що він підкреслює «шалений» характер відео. Перші сцени відео знято при денному світлі, а закінчується воно в сутінках, з силуетами музикантів, що тікають вдалину на тлі заходу сонця.
Вартість музичного відео становила 140 000 доларів. Коли кліп був готовий, Кідіс та Фрушанте перебували у європейському промотурі альбому. За словами вокаліста, вперше побачивши відео, він був «в реальному захваті, це були найкращі візуальні кадри з усього того, що ми робили раніше». Проте боси Warner Bros. були стурбовані тим, що зміст кліпу виглядав «надто дивним» і «надто химерним» для широкої аудиторії, вони виступили за створення більш «традиційного варіанту», на відміну від цієї експериментальної роботи Седнауі. Тим не менш, відео було випущено без цензури лейблу і з тих пір вважається одним з найважливіших факторів в успіху Red Hot Chili Peppers і «збільшилася міжнародна популярність групи». Журналіст Джефф Аптер відгукнувся про кліп наступними словами: «фанковий вінегрет— фрикова візуалізація, тонкий нав'язливий гук, „мереживна“ бас-лінія Флі та облягаючі шорти Кідіса— зробив цей кліп дуже популярним на MTV протягом останнього кварталу 1991 року. Стів Х'юі з Allmusic прокоментував кліп у своїй рецензії: „MTV переплюнув усіх із цим, ні на що не схожим, кліпом“. На церемонії MTV Video Music Awards-92 кліп був висунутий на здобуття шести нагород: „Найкраще альтернативне відео“, „Найкращий монтаж“, „Найкраща кінематографія“, „Найкраща режисура“, „Найкращий художник-постановник“ та „Відео-прорив“, в результаті вигравши дві останні номінації.

## Список композицій і формати видання
Компакт-касета; США (1991)
- „Give It Away“ (Album) — 4:43
- „Search and Destroy“ (Раніше не видавалася) — 3:34

Компакт-кассета; Європа (1991)
- „Give It Away“ (Album) — 4:43
- „Soul to Squeeze“ (Раніше не видавалася) — 4:52

Грампластинка 7» (версія 1); США (1991)
- «Give It Away» (Album Version) — 4:43
- «Give It Away» (12" Mix) — 6:02

Грампластинка 7" (версія 2); США (1991)
- «Give It Away» (LP Version) — 4:43
- «Search and Destroy (Раніше не видавалася) — 3:34

Грампластинка 12»; США (1991)
- «Give It Away» (12" Mix) — 6:02
- «Give It Away» (Rasta Mix) — 6:47
- «Give It Away» (Single Mix) — 4:46
- «Search and Destroy» — 3:34
- «Give It Away» (Album Version) — 4:43

Компакт-диск (версія 1); США (1991)
- «Give It Away» (LP Version) — 4:43
- «Search and Destroy» — 3:34
- «Soul to Squeeze» — 4:52

Компакт-диск (версія 2); США (1991)
- «Give It Away» (Single Mix) — 4:46
- «Give It Away» (12" Mix) — 6:02
- «Search and Destroy» — 3:34
- «Give It Away» (Rasta Mix) — 6:47
- «Give It Away» (Album Version) — 4:43

Компакт-диск (версія 3); США (1992)
- «Give It Away» (Single Mix) — 4:46
- «Give It Away» (12" Mix) — 6:02
- «Search and Destroy» — 3:34
- «Give It Away» (Rasta Mix) — 6:47
- «Give It Away» (Album Version) — 4:43
- «Soul to Squeeze» — 4:52

Грампластинка 12"; Європа (1993)
- «Give It Away» (12" Mix) — 6:02
- «Give It Away» (Rasta Mix) — 6:47
- «If You Have to Ask» (Disco-Krisco Mix) — 7:12

Компакт-диск (версія 4, перевидання 1994 года); США
- «Give It Away» (Single Mix) — 4:46
- «Give It Away» (12" Mix) — 6:02
- «Give It Away» (Rasta Mix) — 6:47
- «Soul to Squeeze» — 4:52

Компакт-диск (версія 5, перевидання 1994 года); США
- «Give It Away» (Edit) — 3:46
- «If You Have to Ask» (Friday Night Fever Blister Mix) — 6:34
- «If You Have to Ask» (Scott & Garth Mix) — 7:12
- «Nobody Weird Like Me» (Live) — 5:03

## Учасники запису
Red Hot Chili Peppers
- Флі— бас-гітара, крик
- Джон Фрушанте— соло та ритм-гітара
- Ентоні Кідіс— вокал
- Чед Сміт— ударні, бубон

Додаткові музиканти
- Бренден О'Брайєн— орган Хаммонда
- Піт Вайс— варган

## Кавер-версії
Американський музикант «Дивний Ел» Янкович випустив подвійну пародію на пісні «Give It Away» та «Under the Bridge» під назвою «Bedrock Anthem», вона увійшла до його альбому Alapalooza.
Російський панк-гурт «Сектор Газа» записав свою пародію на пісню під назвою «Арія Івана» для концептуального альбому «Кащей Бессмертный».
Американський джазовий колектив Postmodern Jukebox записав оригінальну кавер-версію в «стилі Остіна Пауерса 60-х», що нагадує Vertigogo. (Відео на YouTube [Архівовано 24 листопада 2021 у Wayback Machine.].)